# معدن پوکه قرقه
معدن پوکه قرقه، روستایی است از توابع بخش لاریجان شهرستان آمل در استان مازندران ایران.

## جمعیت
این روستا در دهستان بالا لاریجان قرار داشته و براساس آخرین سرشماری مرکز آمار ایران که در سال ۱۳۸۵ صورت گرفته، جمعیت آن زیر سه خانوار بوده‌است.